# Gerrardanthus
Gerrardanthus — рід квіткових рослин з родини гарбузових із тропічної Африки та Південної Африки, вперше описаний Вільямом Генрі Гарві (1811—1866) і названий на честь Вільяма Тайрера Джеррарда (помер у 1866 році в Махавелоні, Мадагаскар), ботанічного колекціонера в Наталі та на Мадагаскарі у 1860-х роках.
Gerrardanthus — багаторічна ліана, заввишки до 5 м, що піднімається з роздутої, горбкуватої основи товщиною до 1,5 м. Стебла трав'янисті, але з віком дерев'яніють і стають сірими.

## Види
- Gerrardanthus aethiopicus
- Gerrardanthus grandiflorus
- Gerrardanthus lobatus
- Gerrardanthus macrorhizus
- Gerrardanthus nigericus
- Gerrardanthus paniculatus
- Gerrardanthus parviflorus
- Gerrardanthus portentosus
- Gerrardanthus tomentosus
- Gerrardanthus trimenii
- Gerrardanthus zenkeri